# Regione di Lima
La regione di Lima è una regione situata nel centro-ovest del Perù. Confina a nord con la regione di Ancash, a sud con Ica, ad est con Huánuco, Pasco e Junín e ad ovest con l'oceano Pacifico. Il capoluogo della regione è Huacho.

## Geografia antropica

### Suddivisioni amministrative
La regione è suddivisa in 9 province che sono composte di 128 distretti. Le province, con i relativi capoluoghi indicati tra parentesi, sono:
- Barranca (Barranca)
- Cajatambo (Cajatambo)
- Cañete (San Vicente de Cañete)
- Canta (Canta)
- Huaral (Huaral)
- Huarochirí (Matucana)
- Huaura (Huacho)
- Oyón (Oyón)
- Yauyos (Yauyos)